# Peter Stinson
Pour les articles homonymes, voir Stinson.
Peter John Walton Stinson, né à Suva en 1948,, est un homme d'affaires et homme politique puis diplomate fidjien.

## Biographie
Il est le fils de Charles Stinson, commerçant fidjien d'ascendance européenne et ministre des Finances du gouvernement fidjien de 1970 à 1982. Sa mère est australienne, installée aux Fidji. Peter Stinson étudie à l'université d'Auckland, fonde sa propre entreprise de développement foncier dans les années 1960 puis, dans les années 1970, il devient propriétaire d'un vaste ensemble de parcelles de terres qu'il compte développer en « havre » pour de riches touristes étrangers sur l'île de Taveuni. Il s'endette à hauteur de 8,4 millions de dollars fidjiens, et le projet échoue,. 
Il succède à son père comme député à la Chambre des représentants des Fidji aux élections de 1982. À l'issue de ces élections, il est nommé ministre de l'Énergie et des Ressources minières dans le gouvernement conservateur du Premier ministre Ratu Sir Kamisese Mara,. Il démissionne mi-1983 pour se consacrer à l'entreprise familiale qui est en difficulté, puis réintègre le gouvernement début 1985, cette fois comme ministre du Développement économique et du Tourisme,,,.
Le parti de l'Alliance, parti du gouvernement, perd pour la première fois le pouvoir aux élections de 1987, remportées par une coalition de partis de gauche menée par Timoci Bavadra. Le gouvernement Bavadra est reversé un mois plus tard par le colonel Sitiveni Rabuka. Le jour du coup d'État, Peter Stinson apparaît aux côtés du colonel Rabuka, accompagné également de l'ancien ministre de l'Éducation de Ratu Mara, Ahmed Ali, pour annoncer que le régime militaire abroge la Constitution. Il est ensuite nommé ministre des Finances dans le gouvernement par intérim formé par Sitiveni Rabuka,. À cette fonction, Peter Stinson tente de rassurer les investisseurs étrangers et demande aux touristes étrangers de continuer à visiter le pays. Il se heurte toutefois aux banques fidjiennes qui ne le reconnaissent pas comme ministre d'un gouvernement légitime, et refusent de coopérer avec lui.
En 1990, le régime militaire le nomme ambassadeur des Fidji en Australie, accrédité également auprès de Singapour. Il obtient en 1997, dans des circonstances peu claires et alors qu'il est toujours ambassadeur, que la Banque nationale des Fidji efface la dette de plus de 8 millions FJ$ qu'il lui doit. Il quitte son poste d'ambassadeur peu après et s'investit à nouveau dans le monde des affaires, aux Fidji et à Hong Kong.